# Hildeprand
Hildeprand ou Ildeprand (né apr. 700, mort apr. 744) est brièvement roi des Lombards d'Italie en 744.

## Biographie
Neveu du roi Liutprand, il participe au siège de Ravenne en 734 avec son oncle qui l'associe au trône en 735. Après la mort de Liutprand, il devient seul roi des Lombards au printemps 744 avant d'être déposé pour des raisons inconnues après un règne d'à peine sept mois en août de la même année. Il est remplacé par Ratchis, duc de Frioul.

## Sources primaires
- Paul Diacre, Histoire des Lombards, VI.